# Códice

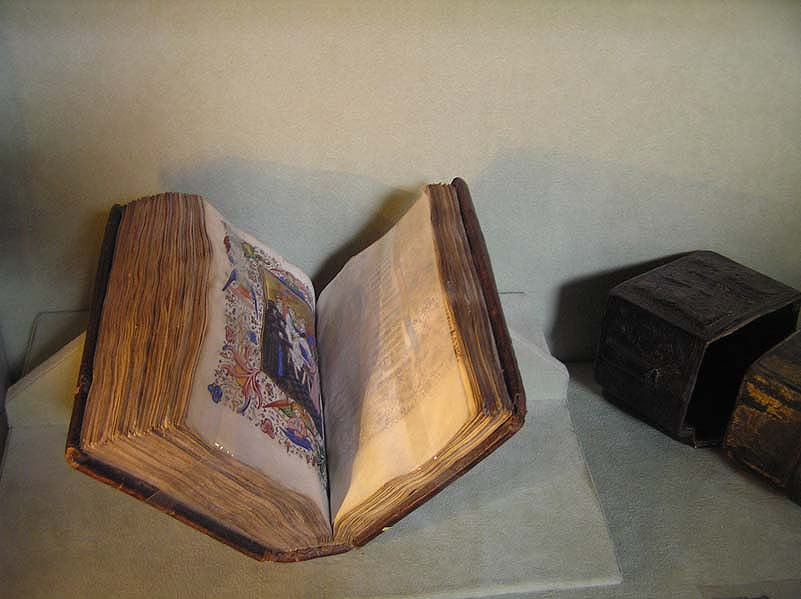
Códice de un libro de horas parcialmente abierto (a la derecha, un estuche diseñado para su conservación).

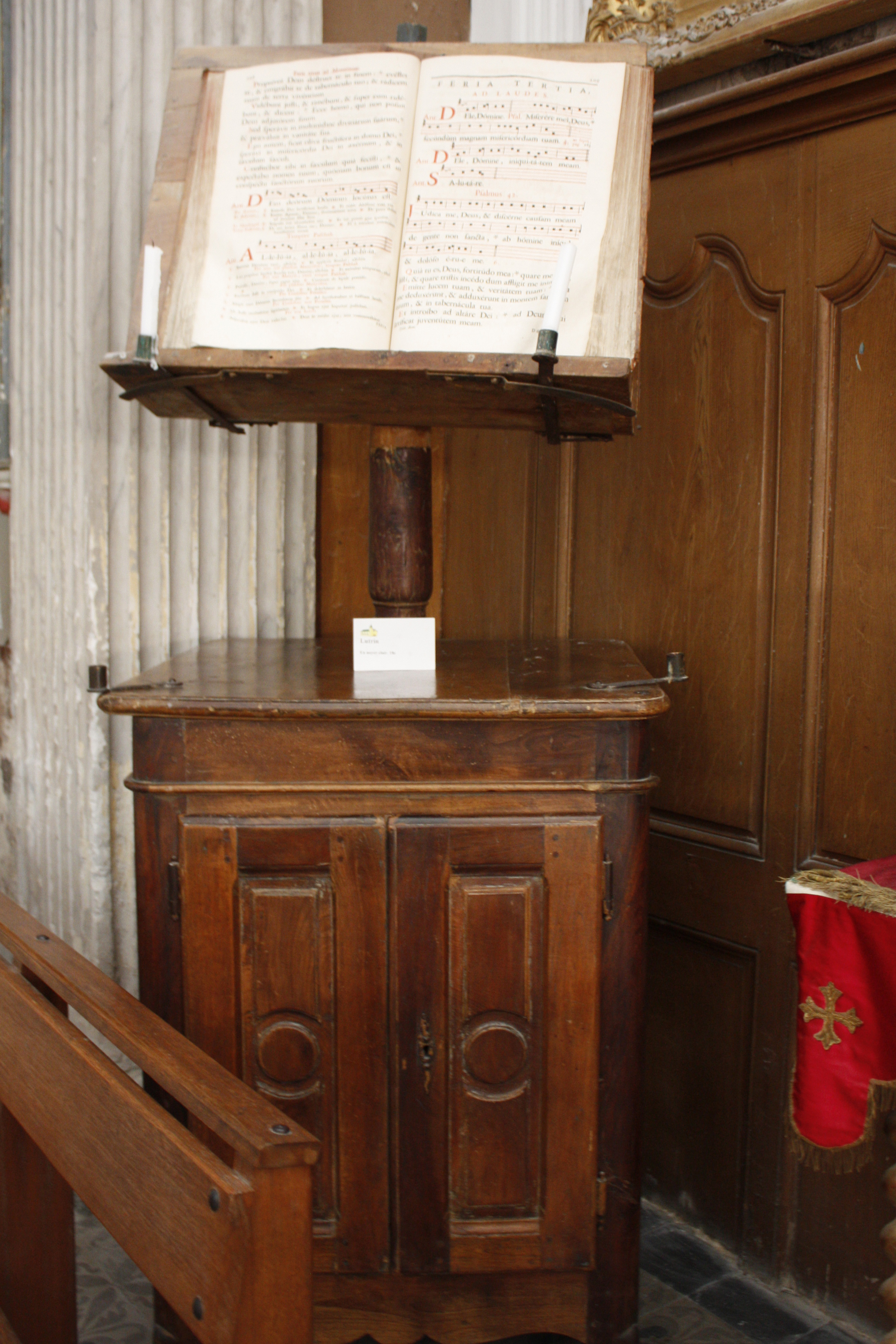
Códice abierto sobre un atril, para su lectura.

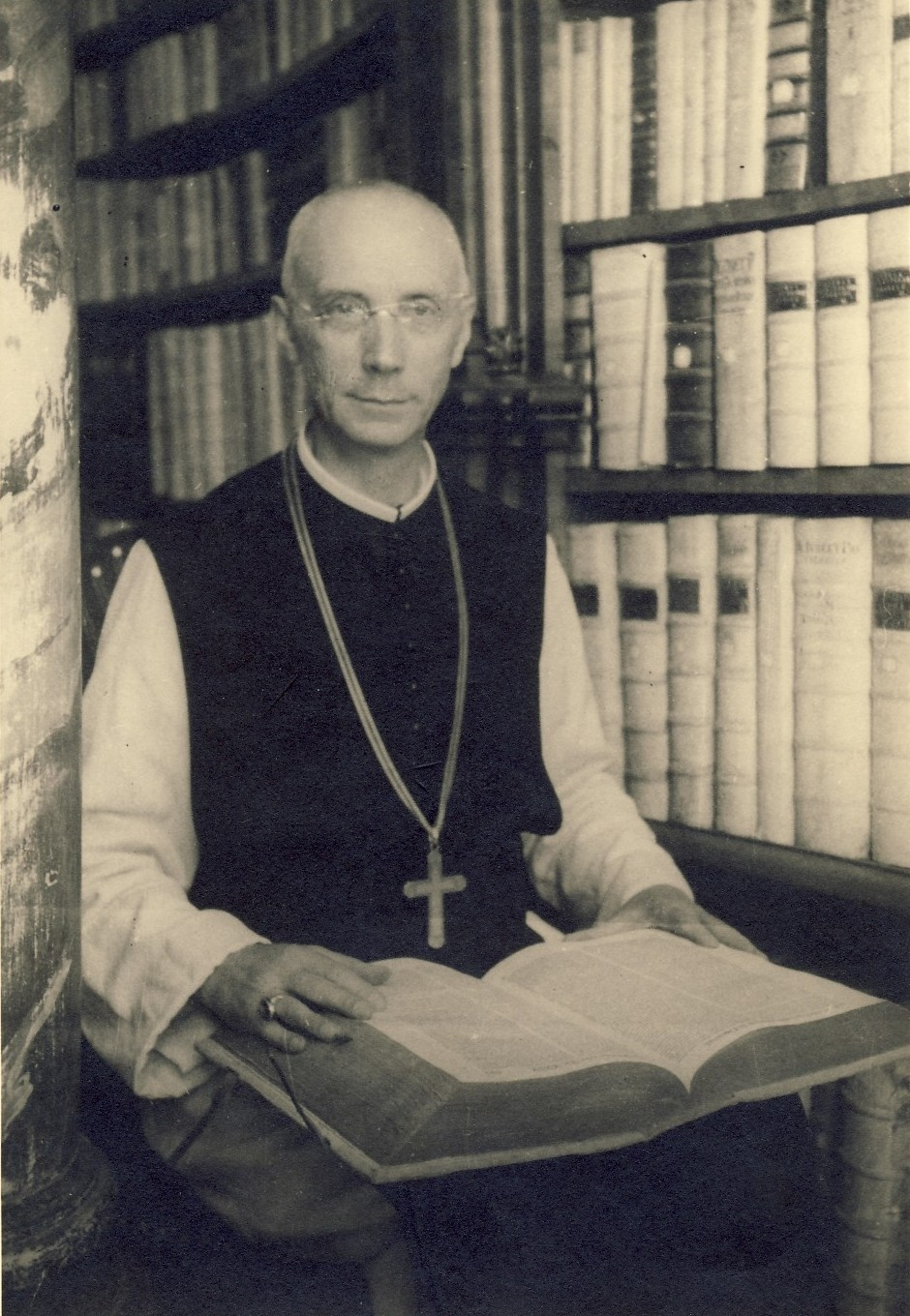
Monje erudito consultando un libro.

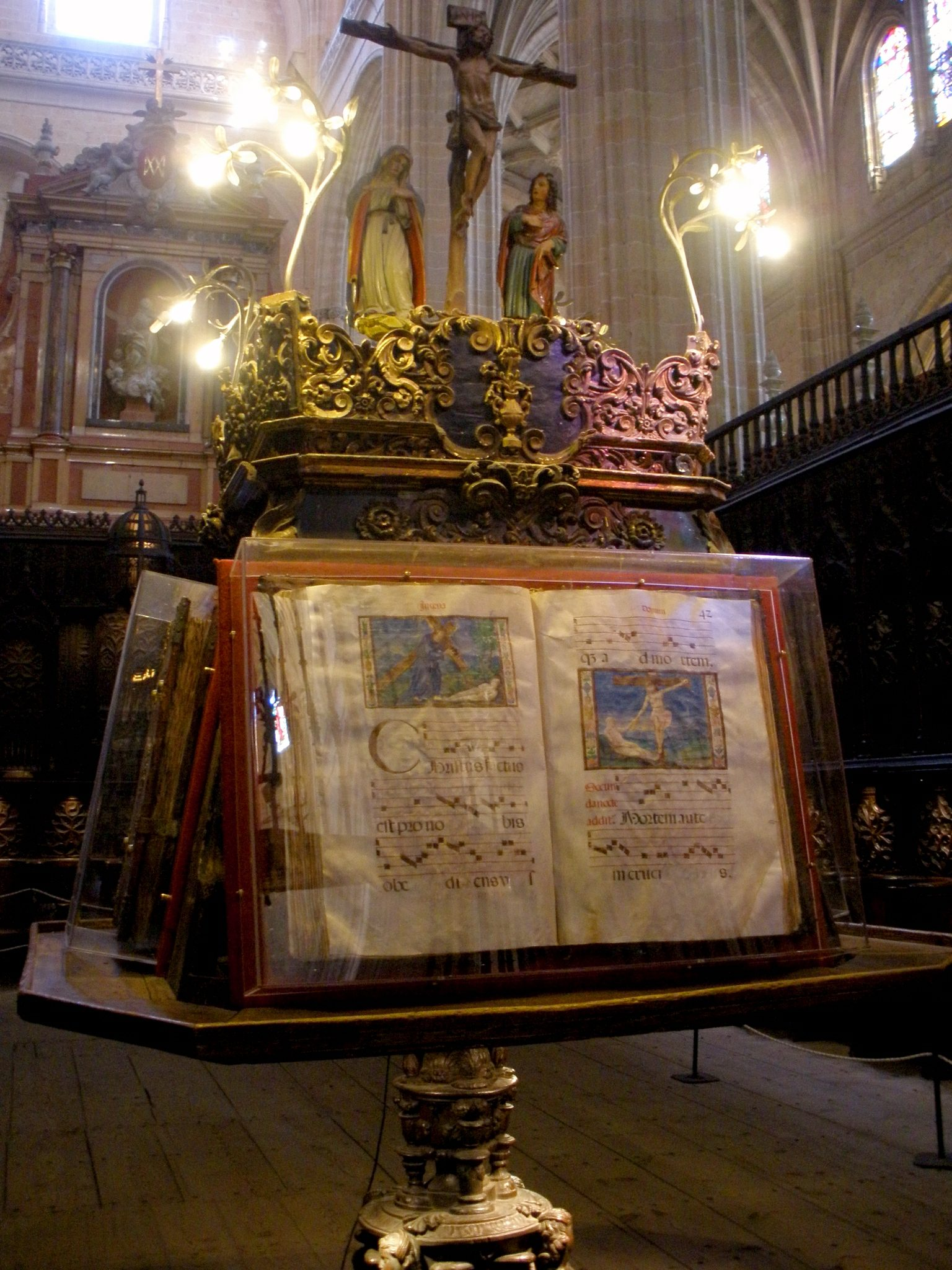
Códice con notación musical abierto sobre un facistol, para su interpretación por un coro.

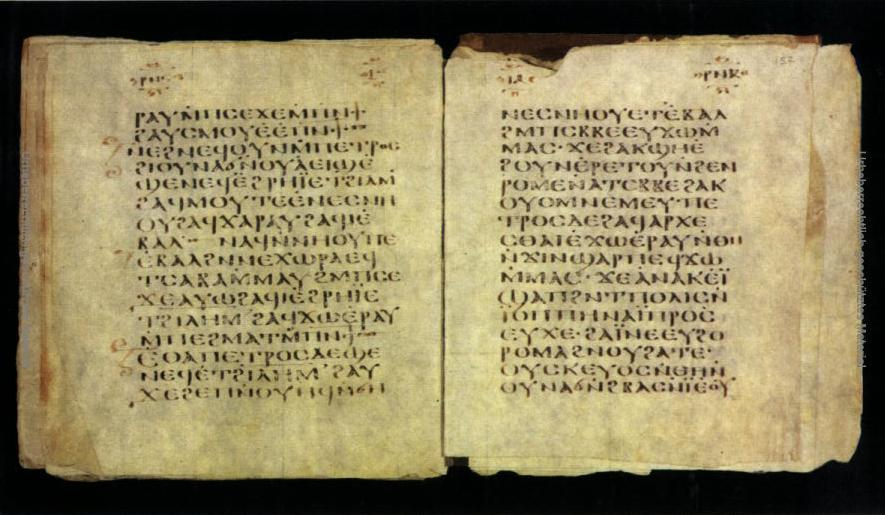
Codex Glazier (o V), abierto.

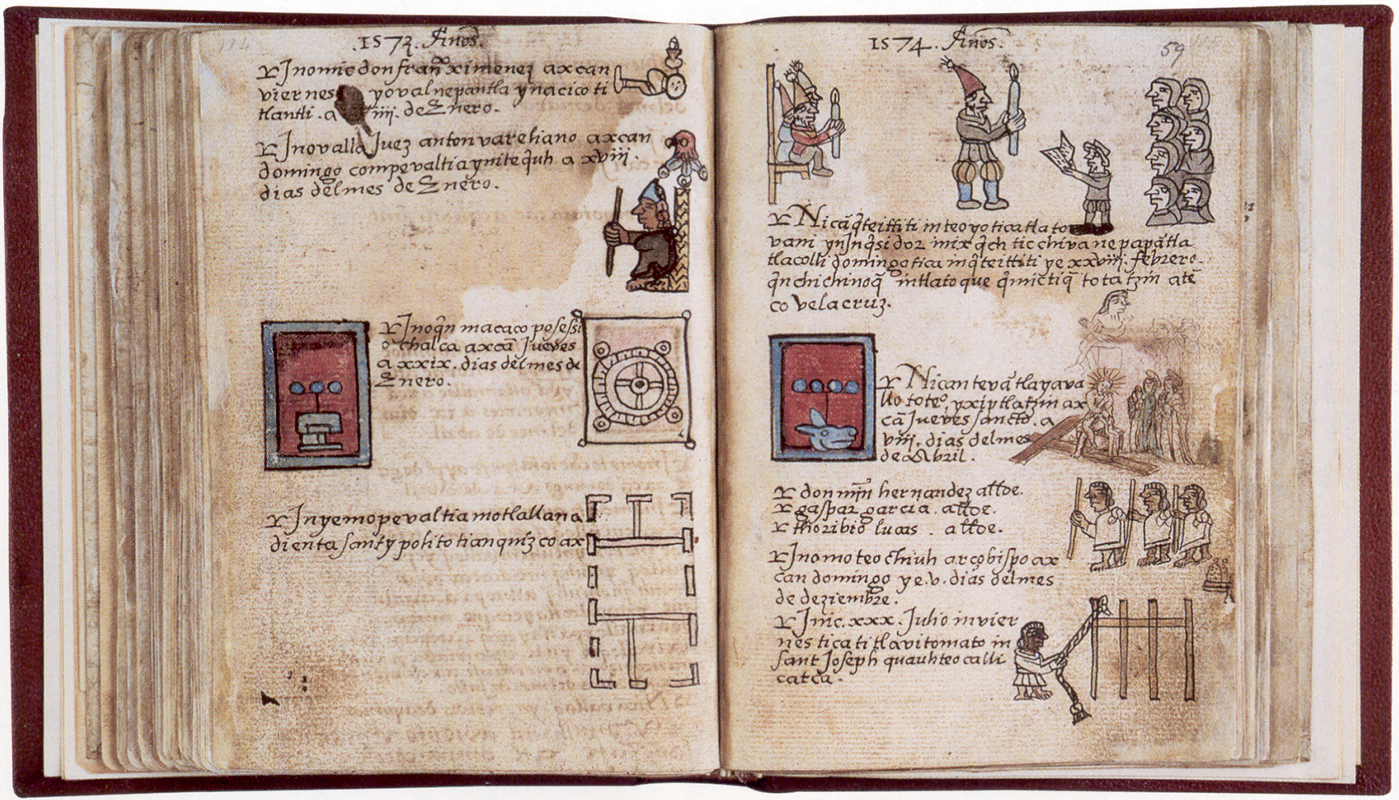
Codex Aubin, abierto.

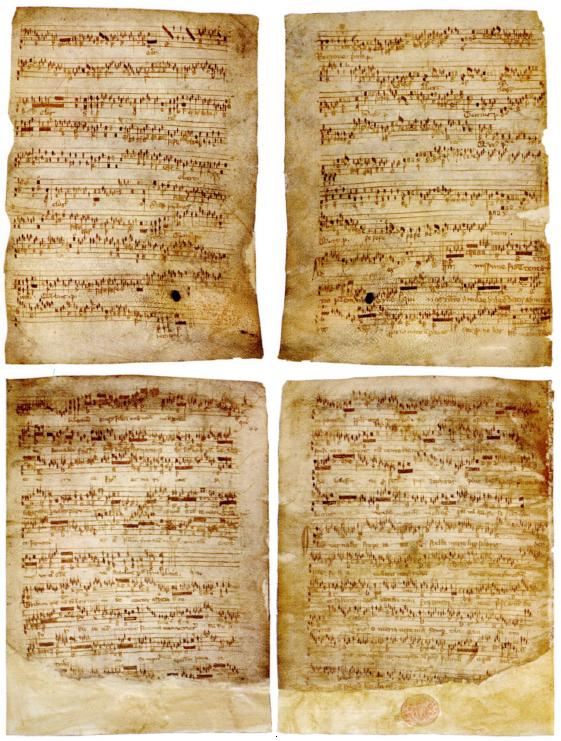
Notación musical en el Codex Robertsbridge,.

El término códice (del latín codex, -icis) se usa para denominar uno de los formatos del libro. Se compone de cuadernos plegados, cosidos y encuadernados. Habitualmente se puede escribir en ambos lados de cada hoja, denominadas páginas, que pueden numerarse. 
Aunque técnicamente cualquier libro moderno es un códice, el término se utiliza comúnmente para libros escritos a mano (manuscritos) en el periodo previo a la imprenta (es decir, hasta el fin de la Edad Media), y para los documentos producidos por los indígenas mesoamericanos, en la época precolombina, durante la conquista y los virreinatos. El DLE también incluye la grafía códex. El significado lo recoge el DRAE. El diminutivo de "códice", "codicilo", se emplea únicamente en contextos testamentarios. Derivada de esta es la palabra "código".
Comparado con el rollo, el códice presenta una mayor facilidad de transporte, durabilidad, facilidad de manejo, mayor capacidad, es más accesible y agiliza la lectura. Su mayor diferencia tiene un origen social de la época clásica, ya que se daba en un principio el rollo a personas con mayor conocimiento literario, hasta que, los emperadores del siglo III de la Antigua Roma, dieron poder a clases sociales que no estaban acostumbradas a usar el rollo. Por esto en el siglo IV se da una unificación de estos.
Etimológicamente, la palabra latina codex parece proceder de la contracción del diptongo de la también latina caudex, -icis ('tronco' —de la que se ha propuesto su origen caldeo—). Este nombre, que dieron los romanos a la tablilla de cera para escribir, por desplazamiento semántico terminó designando a los libros con páginas, diferenciados de los rollos empleados hasta entonces.

## Formato, materiales e historia

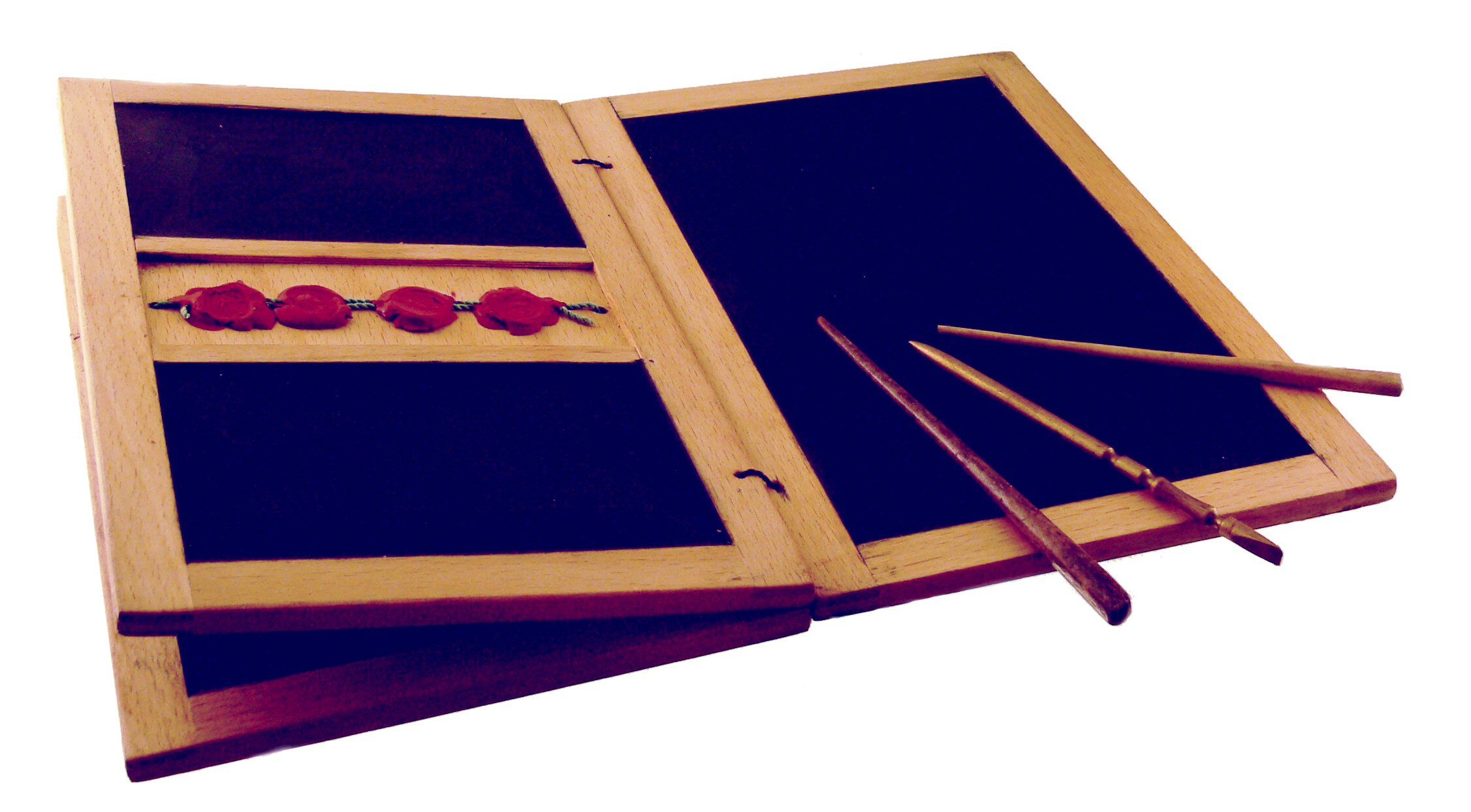
Tablilla de cera, formato utilizado para la escritura en la antigua Roma, del que evolucionó el códice.
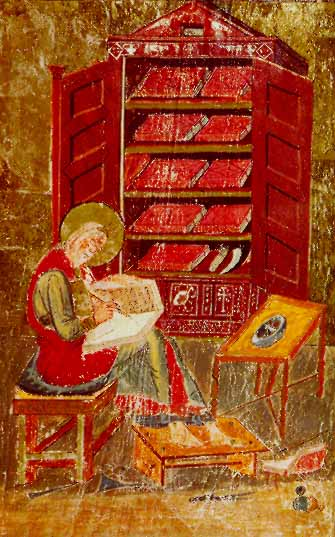
Scriptorium de la Alta Edad Media, con una bibliotheca que contiene diez códices en sus estantes. Codex Amiatinus (ca. 700).
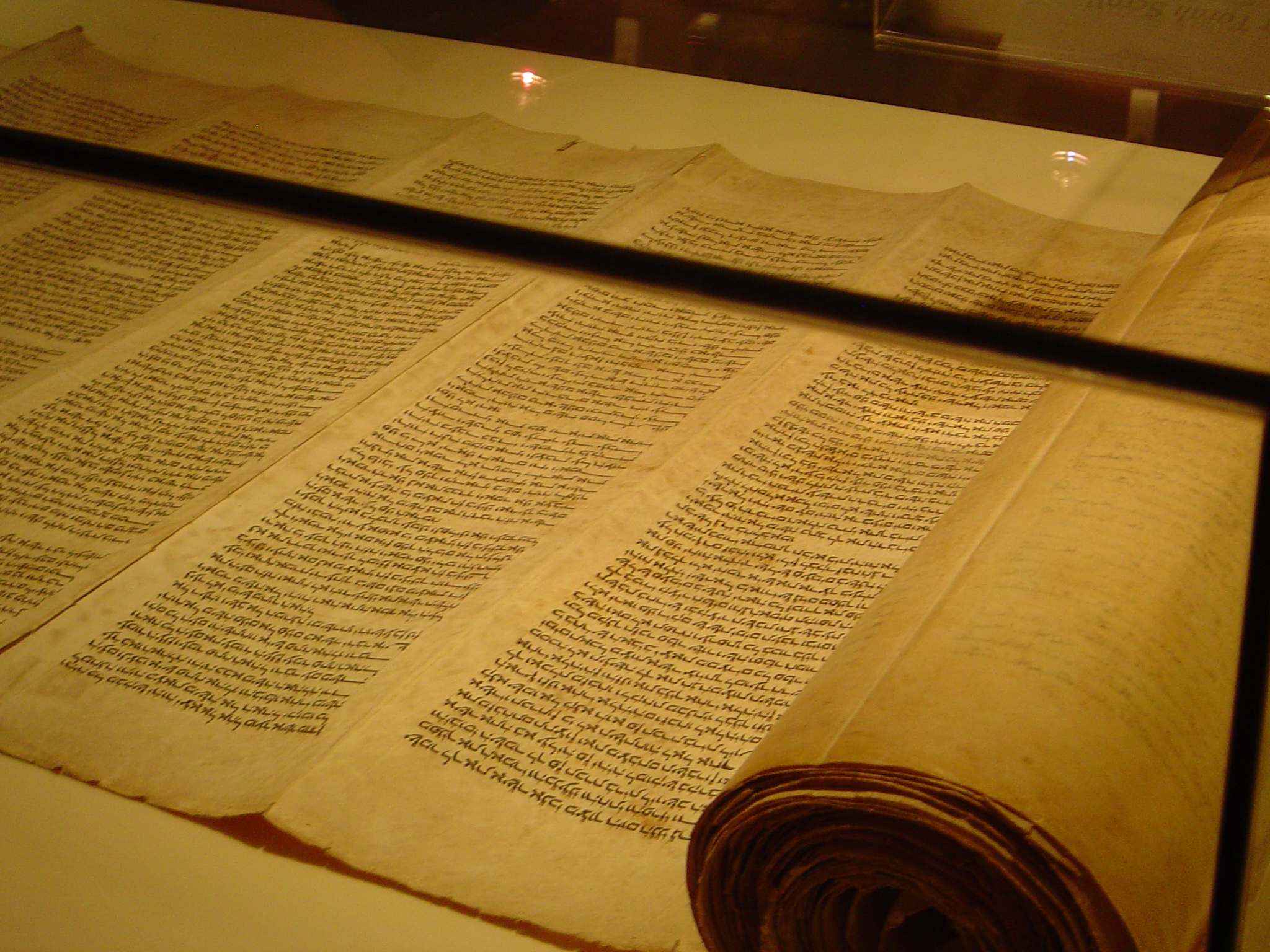
Rollo (el formato alternativo al códice) con la Torah.

El papiro, producido en Egipto desde hacía miles de años, se utilizó esporádicamente para la confección de códices en los siglos IV y V d. C, aunque se continuó usando como "material venerable" para algunos documentos solemnes durante la Alta Edad Media. Cuando se fabricaban códices de papiro, este necesitaba reforzarse por el lomo para evitar su pronta ruptura; las hojas de papiro sólo se escribían en una de sus caras (textos anapistógrafos).
En su Historia Natural, Plinio cuenta que el pergamino se originó en la ciudad de Pérgamo en época de Eumenes II (195-158 a. C.), de donde habría tomado el nombre, aunque hallazgos como los de Dura-Europos hacen dudar de esta afirmación. Los especialistas consideran que la aportación de Pérgamo debió consistir más bien en el perfeccionamiento de las técnicas de fabricación. El formato del codex tenía su antecedente en los polípticos o tablillas de cera. El pergamino era más caro que el papiro debido a que se necesitaban varias pieles para un solo libro, lo que suponía el sacrificio de varios animales. Sin embargo, el pergamino poseía muchas ventajas: era menos quebradizo y más resistente, podía doblarse (lo que hacía los libros más manejables), podía lavarse y podía rasparse (lo que facilitaba las enmiendas de errores), podía coserse (lo que permitía la encuadernación y su mejor conservación) y podía escribirse por las dos caras en hojas opistógrafas (lo que ahorraba espacio). Estas ventajas técnicas y prácticas acabarían por imponerse sobre el papiro y los tradicionales libros copiados en forma de rollo. Además, algunos de los ejemplares más lujosos se hallaban teñidos de oro o púrpura y sus encuadernaciones podían tener incrustaciones de materiales preciosos, como joyas engarzadas o tapas de oro, plata o marfil trabajadas con relieves.
Durante los siglos I y V d. C. convivieron las dos formas de libro (el rollo y el códice). Durante los primeros siglos de dicha convivencia, los códices de pergamino que se vendían en Roma solían ser libros de pequeño formato o cuadernos de pergamino mal preparados que transmitían textos menores o de carácter efímero, a excepción de algunos textos literarios, como los Epigramas de Marcial, pero a partir del siglo IV los cristianos adoptarán el códice de pergamino para transmitir su nueva literatura religiosa, siendo esta otra de las causas que explican el éxito del códice de pergamino frente al tradicional rollo de papiro. El formato del codex se inspiró en los polípticos o tablillas de cera de la Antigua Roma: varias tablillas de madera, unidas mediante argollas que estaban recubiertas por una capa de cera sobre la que se podía escribir con ayuda de un punzón llamado stilus (estilo o estilete).
Durante la Edad Media la forma de libro por excelencia fue la del códice de pergamino o de papel y tras la invención de la imprenta en el siglo XV se siguió utilizando hasta la aparición de los libros electrónicos en la era digital. 
Actualmente, se reserva el término códice para referirse a los libros manuscritos de este formato anteriores a la invención de la imprenta y a los libros lujosos o de buena factura que siguieron copiándose a mano tras la difusión del arte tipográfico en el mundo occidental. La ciencia que estudia los códices se llama Codicología.

## Códices precolombinos

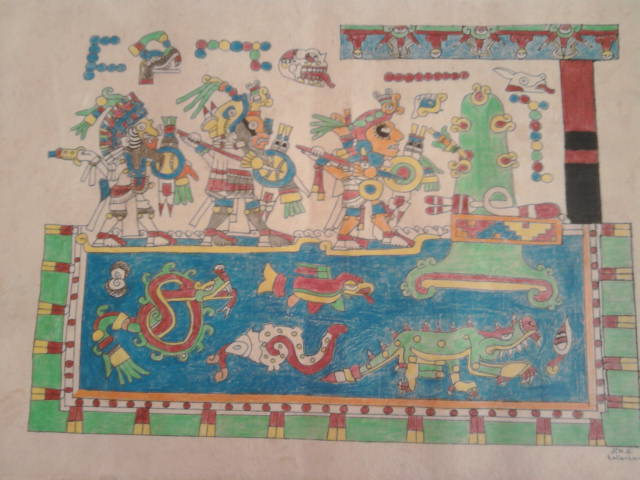
Códice mixteca

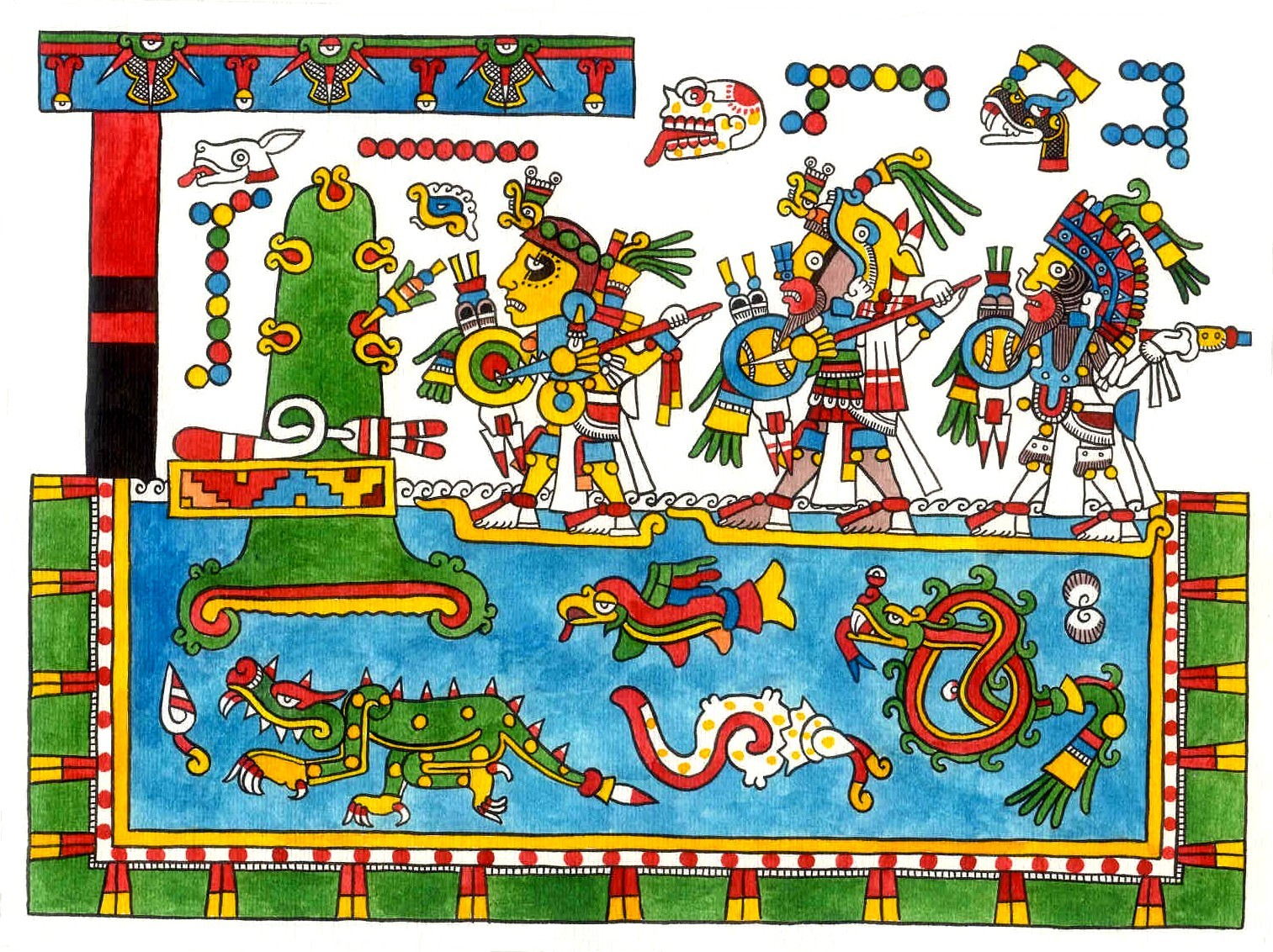
Lámina del Códice Nuttall

Una variedad de libros antiguos son los llamados códices pre-cortesianos, cuyo formato difiere notablemente de lo anteriormente descrito para los códices del Viejo Mundo. Los libros americanos de procedencia indígena, especialmente mayas, se fabricaban con tiras de piel de ciervo o con papel amat o amate, cuya superficie se pintaba de blanco para salvar el color oscuro del papel de pita y, a continuación, se escribía con pincel. Aparte de utilizarse un soporte distinto, también era diferente el formato, ya que en lugar de formarse con cuadernos doblados y cosidos entre sí, las hojas de papel amatl se plegaban en forma de acordeón o, como decían los cronistas de la época,al modo de los pendones de Castilla. 
Tras la llegada de los españoles se empezaron a confeccionar los códices conocidos como post-cortesianos, principalmente mexicas, bajo la forma del códice europeo. Estos libros estaban hechos con papel europeo importado, distribuido en cuadernos plegados, cosidos entre sí y encuadernados, que fueron copiados por manos indígenas en lenguas y escrituras castellana e indígenas, o solo en lengua y escritura indígena.
Los códices pre-cortesianos(anteriores a la llegada de Hernán Cortés) se dividen principalmente en tres grupos: 
- Mexicas: Hechos de piel y correspondientes a la cultura mexica del centro de México.
- Mayas: Fabricados en papel ágave y procedentes del sureste de México y América Central.
- Mixtecas: Hechos en piel y pertenecientes a la cultura mixteca, ubicada principalmente en el estado mexicano de Oaxaca.

Estos códices presentan una escritura pictográfica que al contrario que en la escritura occidental, se lee empezando por la derecha. Normalmente se escribían por ambas caras, como en el caso de los códices occidentales. 

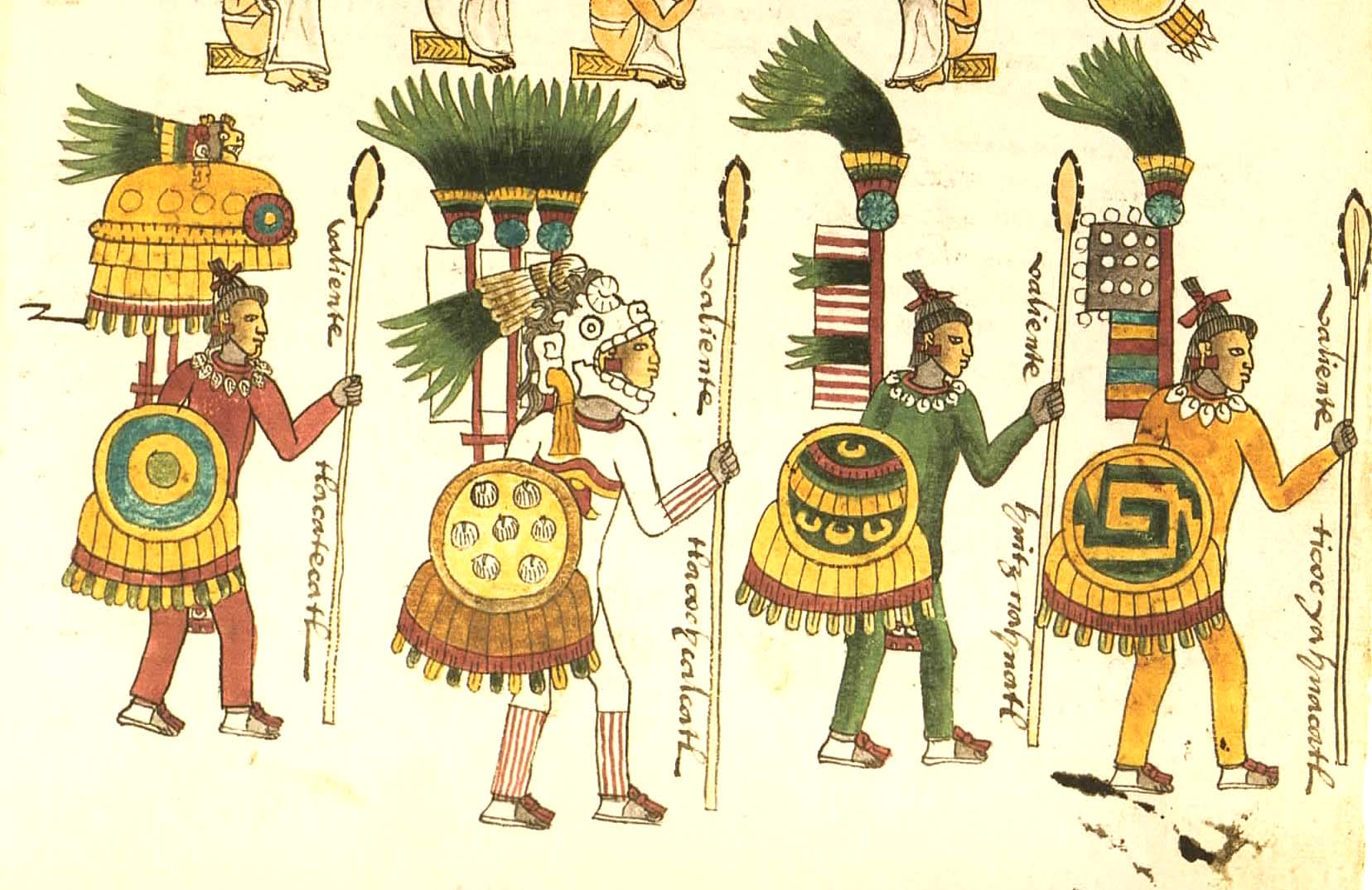
Guerreros aztecas en el Codex Mendoza.

## Denominación de los códices

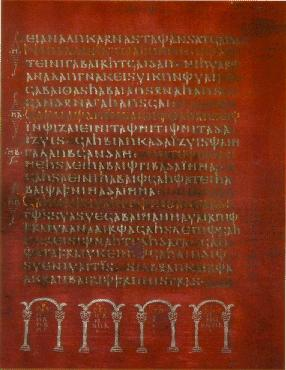
Página del Codex Argenteus.

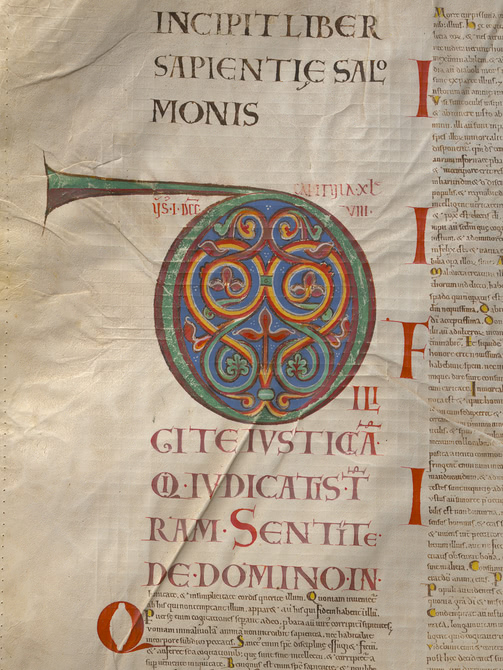
Detalle del Codex Gigas.

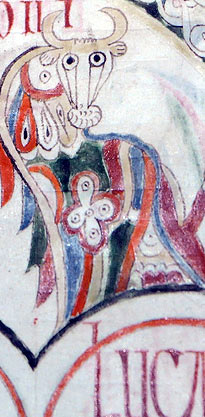
Detalle de una ilustración del Codex biblicus legionensis o Biblia mozárabe de León (siglo X), con una representación del símbolo del evangelista Lucas, de un primitivismo semejante al del toro del Guernica de Picasso.

Los códices más importantes o famosos se denominan habitualmente con una expresión latina en la que a la palabra Codex sigue otra que lo caracteriza, como puede ser el nombre de la biblioteca o la ciudad donde se conserva (o conservaba históricamente), o el de algún personaje con el que esté relacionado. También se utilizan esas expresiones para diferenciar las diferentes copias de una obra conservadas en distintas bibliotecas del mundo (Codex Vaticanus -Biblioteca Vaticana-, Codex Vindobonensis -Biblioteca Nacional de Austria, Viena-, Codex Matritensis -Biblioteca Nacional de España y otras de Madrid-, Codex Parisinus -Biblioteca Nacional de Francia y otras de París-, Codex Londinensis -Londres-, Codex Basilensis -Biblioteca de la Universidad de Basilea-, Codex Leningradensis, Petersburgensis o Petropolitanus -Biblioteca Nacional Rusa, San Petersburgo-, Codex Washingtonianus -Washington-) y cuya comparación es la base de la crítica textual. Algunas denominaciones se refieren a su riqueza, como la de Codex Aureus (en referencia al oro, denominación aplicada a varios manuscritos medievales), o la de Codex Purpureus (aplicada a los que tienen sus páginas teñidas de púrpura y sus letras escritas con tinta de oro o plata -uno especialmente importante, la traducción de los Evangelios a la lengua goda por el obispo Ulfilas, es denominado Codex Argenteus-).
Las obras literarias medievales a veces se han conservado en un solo códice, que puede no tener nombre más específico que el de la obra que incluye (como ocurre con el Cantar de Mio Cid o el Beowulf) o en muy pocos (como los cuatro códices de las Cantigas de Santa María o los nueve de la Chanson de Roland), o son tan importantes que todos ellos reciben denominación específica (como los llamados Beatos -que reproducen los Comentarios al Apocalipsis de Beato de Liébana con extraordinarias ilustraciones-).
Entre los códices más importantes están:
- Codex Abrogans
- Códex Aleppo
- Codex Alexandrinus
- Codex Amiatinus
- Codex Astensis
- Codex Batres,[15] ejemplar del Corpus pelagianum
- Codex Berolinensis[16]
- Codex Bezae
- Codex Legionensis[17] (una Biblia del siglo VII; también existe el Codex biblicus legionensis o Biblia mozárabe de León)
- Codex Calixtinus o Compostelanum (por Santiago de Compostela -no suelen recibir ese nombre los Tumbos compostelanos o Tumbos de Santiago)[18]
- Codex Claromontanus
- Codex Cumanicus[19]
- Codex Döbringer (ms. 3227a)[20]
- Codex Emilianensis (por el monasterio de San Millán de la Cogolla, puede referirse al manuscrito conocido como Glosas Emilianenses o al Cronicón Emilianense)
- Codex Ephraemi Rescriptus
- Codex Escurialensis (un libro de dibujos de antigüedades de finales del Quattrocento -quizá de un discípulo de Ghirlandaio- que se denomina así por haberse conservado en la Biblioteca de El Escorial)[21]
- Codex Exoniensis o Libro de Exeter[22]
- Codex Flatoiensis
- Codex Fuldensis
- Codex Gigas
- Codex Hammer o Leicester
- Codex Hierosolymitanus[23]
- Codex Kellensis o Libro de Kells
- Codex Leningradensis
- Codex Londinensis (denominación de varios, conservados en alguna de las bibliotecas de Londres: la British Library, la del British Museum, la del Lambeth Palace, etc.)[24]
- Codex Manesse
- Codex Matritensis	(denominación que puede referirse, entre otros custodiados en la Biblioteca nacional -Madrid-, a los Códices Madrid I-II, de Leonardo da Vinci, o al Madrid Skylitzes -Codex Graecus Matritensis Ioannis Skyllitzes-)
- Codex Mediolanensis[25] (una Vetus Latina del siglo X u XI, conservada en la Biblioteca Ambrosiana de Milán)
- Codex Pisanus, Littera Pisana o Littera Florentina[26]
- Codex Parisiensis[27] (también existe la denominación Codex Parisinus -Codex Parisinus Graecus 510-[28])
- Codex Regius
- Codex Rohonczi
- Codex Sinaiticus
- Codex Usserianus o Libro de Durrow (la denominación también se aplica al Codex Usserianus Primus[29] y al Codex Usserianus Secundus o Garland de Howth -Garland of Howth-[30])
- Codex Toletanus[31] (una Biblia del siglo X)
- Codex Vaticanus (una Biblia del siglo IV; hay más códices denominados así, como el Codex Vaticanus 354, un evangeliario del siglo X)
- Codex Voynich
- Codex Wallerstein
- Codex Zamoscianus

### Códices mesoamericanos
Los principales Códices prehispánicos de Mesoamérica ó códices Mesoamericanos se pueden encontrar,ː
Los códices Mayas
- Códice de Dresde
- Códice Grolier
- Códice de París
- Códice Pérez
- Códice de Madrid o Códice Tro-Cortesiano

Los códices mexicas
- Códice Colombino-Becker
- Códice Aubin  ó Códice Tonalámatl
- Códice Borbónicos del siglo XVI
- Códice Cospi
- Códice Cuauhximalpan (Cuajimalpa) ó Códices Techialoyan
- Codex Florentinus, escrito en náhuatl y español, es el documento original de la Historia general de las cosas de Nueva España de fray Bernardino de Sahagún (1540-1585).
- Códice de Ixhuatepec
- Códice Laud
- Codex Mendoza ó Códice Mendoza
- Códice Osuna

- Códice Ramírez, por un azteca anónimo, después de la conquista, con caracteres europeos.
- Códice Telleriano-Remensis
- Matrícula de Tributos
- Tira de la Peregrinación

- Relaciones (Domingo Chimalpáhin)

Los códices mixtecos
- Codex Bodley
- Códice Borgia, un manuscrito precolombino con muchas imágenes policromáticas.
- Códice Colombino-Becker
- Codex Fejérváry-Mayer
- Codex Nuttall
- Codex Selden
- Códice Tepetlaoztoc o Códice Kingsborough
- Codex Vindobonensis Mexicanus I
- Códice Vaticano B.

Códices Tepanecas
- Códice Azoyú 1 y 2

Códice Tolteca-Chichimeca
- Códice Ríos

Códice Guadalupanos
- Códice Escalada o Códice 1548
- Inin Huey Tlamahuizoltin
- Inin Huei Tlamahuiçoltica
- Nican mopohua de Antonio Valeriano
- Nican motecpana

Códices sudamericanos
- Código de Nemequene leyes promulgadas por Nemequene, tercer zipa de Bacatá, quien gobernó entre 1490 y 1514 en la Confederación muisca
- El primer nueva coronica y buen gobierno, manuscrito de Felipe Guamán Poma de Ayala (ca. 1615).
- Códex Trujillo del Perú[32] o Codex Martínez Compañón[33] (ca. 1782-1785), con más de mil dibujos realizados por autores anónimos contratados por el obispo de Trujillo Baltasar Martínez Compañón.

## Códex como "código"
No debe confundirse el uso bibliográfico de la palabra códex ("códice") con el uso en contextos jurídicos o legislativos ("código"), que se refiere al contenido de la obra jurídica, no al ejemplar bibliográfico que la contenga (y que muy a menudo no existe en su original, sino en una multiplicidad de copias posteriores, dada su gran difusión, además de en su paso a la imprenta): Codex Theodosianus, Codex Euricianus, Codex Iustinianus -o Codes Vetus o Codex Primus-, Codex Revisus -o de Leovigildo-, Codex Runicus -en este caso, un ejemplar único de la Ley de Escania-, Codex Maximilianeus Bavaricus Civilis, Codex Napoleonicus, Codex Alimentarius, Codex Alimentarius Austriacus, Codex Iuris Canonici, etcétera.

## La orla
Con el paso del rollo a los códices se hace posible la decoración de los márgenes, al ser grandes espacios en blanco donde se introducían comentarios, dibujos (orlas) y anotaciones. Su función principal era de iluminar, destacar o enmarcar un texto (ya sean pliegos sueltos o libros). Dependiendo del valor de los textos estos dibujos (orlas) se podían realizar a mano o se hacían mediante la técnica de la xilografía (impresión en relieve realizada sobre una matriz de madera). Estos dibujos facilitaban las ventas porque ayudaban en la lectura de los textos. 

### Evolución
Comienzan a incluirse a partir del siglo XIII y eran unas decoraciones simples con motivos vegetales, pero al pasar el tiempo, ya en el siglo XIV y XV, encontramos decoraciones más elaboradas con materiales de lujo, aún se sigue con los motivos vegetales pero también encontramos motivos con figuras humanas y de animales. También tendrán elementos relacionados al texto escrito en los códices y se les llamarán orlas historiadas.   
En el siglo XVII fueron cambiadas por los frontispicios y portadas arquitectónicas, pero serán retomadas con la encuadernación industrial.